# Ампуеро
Ампуеро (ісп. Ampuero) — муніципалітет в Іспанії, у складі автономної спільноти Кантабрія. Населення — 4179 осіб (2009).
Муніципалітет розташований на відстані близько 330 км на північ від Мадрида, 34 км на схід від Сантандера.
На території муніципалітету розташовані такі населені пункти: Аедо, Алісас, Ампуеро (адміністративний центр), Ла-Апаресіда, Ла-Барсена, Берналес, Булько, Ель-Каміно, Сербіаго, Котерільйо, Лас-Ентрадас, Лас-Гармільяс, Ос-де-Маррон, Маррон, Ель-Перухо, П'єрагульяно, Раскон, Регада, Росільйо, Сантістебан, Соламаса, Табернілья, Удалья, Веар-де-Удалья.

## Демографія
Динаміка населення (INE ):

## Галерея зображень

Розташування муніципалітету
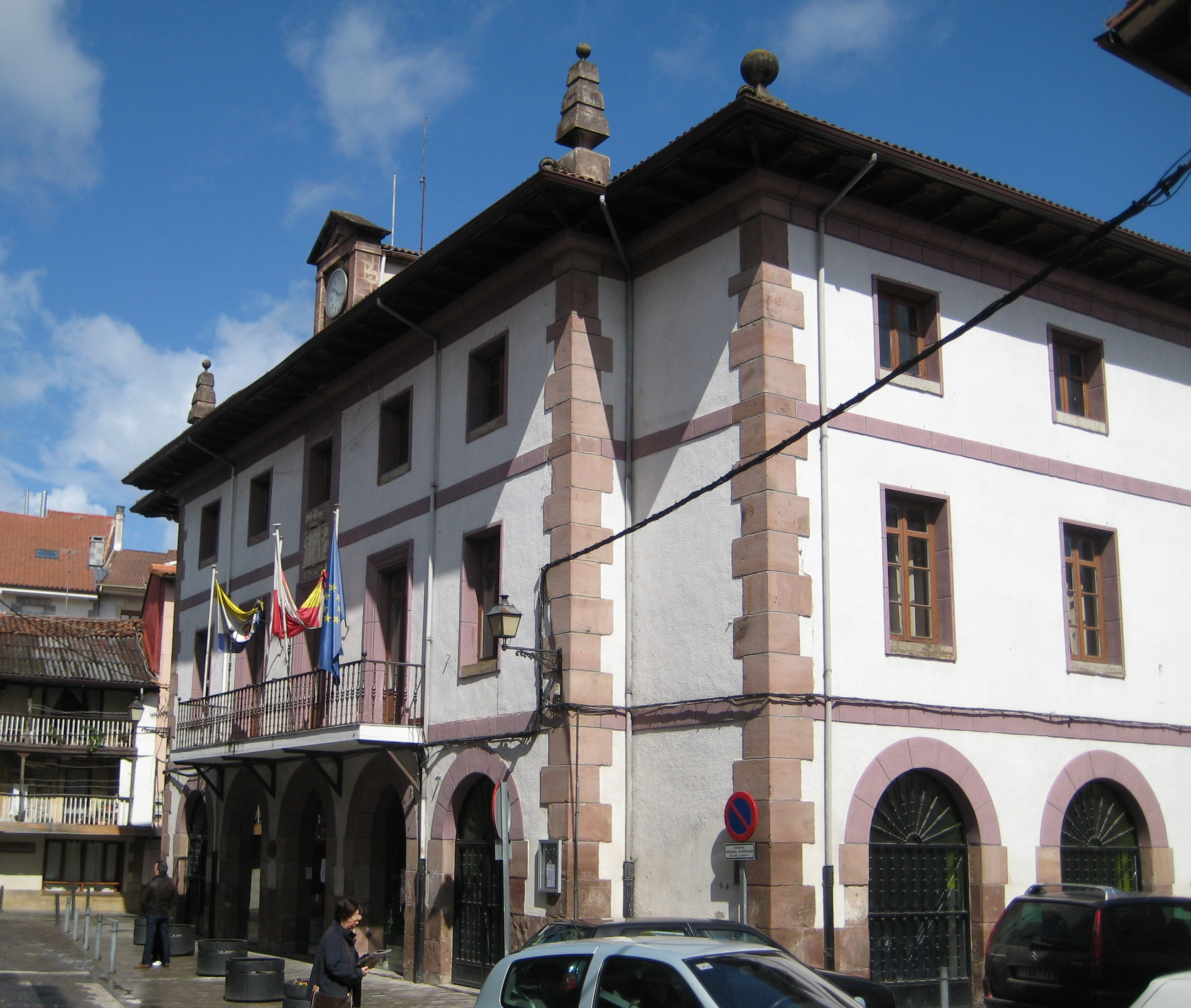
Муніципальна рада
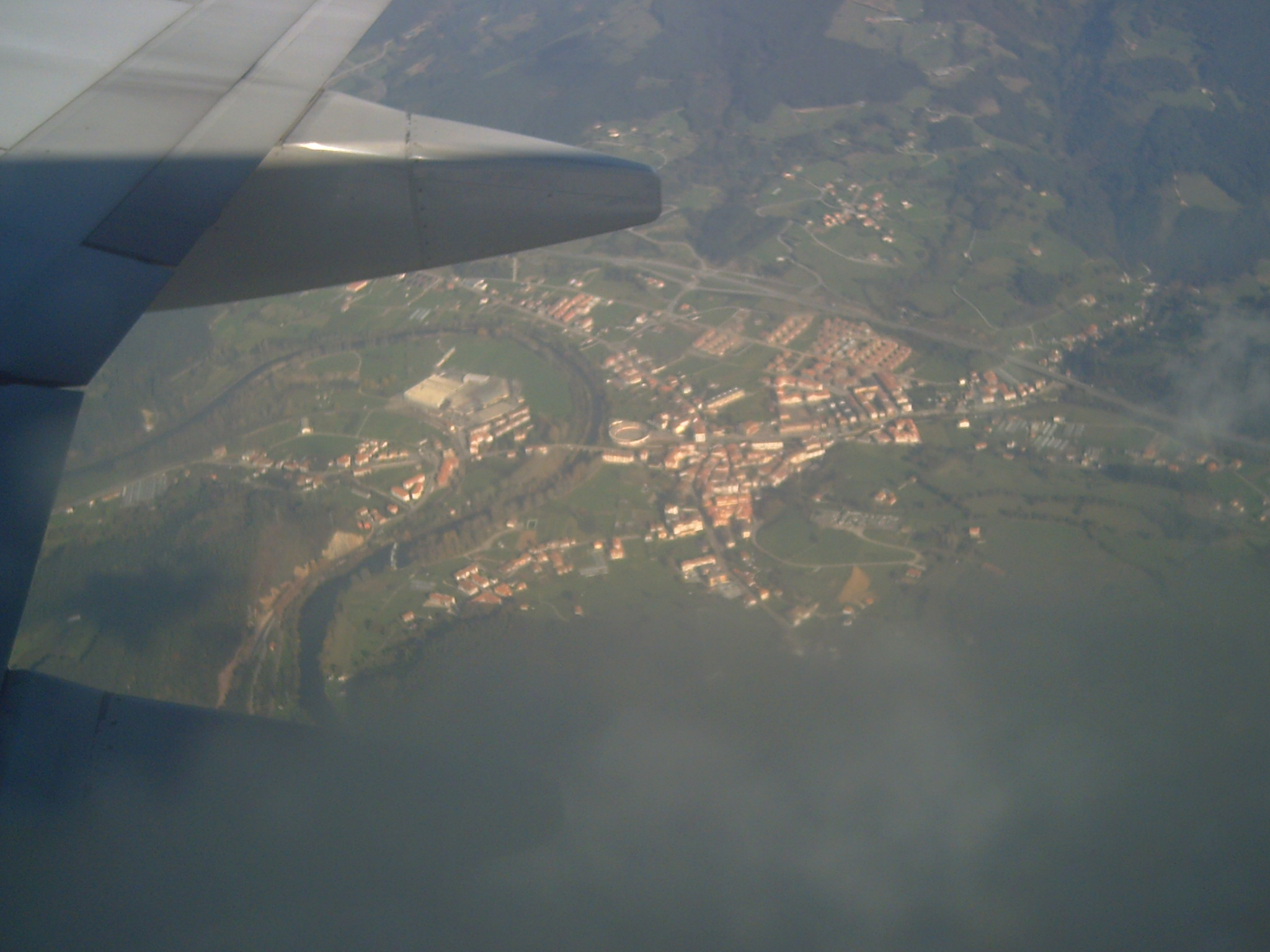
Ампуеро з висоти пташиного польоту